# Windows (film)
Windows är en brittisk kortfilm från 1975 av Peter Greenaway.
Windows hör till Greenaways tidiga, mer experimentella kortfilmer. Den tar sig formen av en absurdistisk låtsasdokumentär. En berättarröst läser upp fiktiv statistik över dödsolyckor orsakade av fall ut genom fönster medan kameran filmar utsikten från ett engelskt lantgods från dess fönster. Allt detta till ackompanjemang av barockmusik (närmare bestämt "La Poule" av Jean-Phillipe Rameau).
Filmen uppvisar tydligt Greenaways fascination för statistik; något gått igen i flera av hans senare filmen (till exempel Dränkta i nummerordning och The Tulse Luper Suitcases).
Inspirationen till filmen kom, enligt Greenaway själv, från den statistik över dödsfall bland politiska fångar i Sydafrika, där osannolikt många påstods ha avlidit till följd av att de råkat ramla ut genom just ett fönster.